# Villabrázaro
Villabrázaro ist ein nordwestspanischer Ort und eine Gemeinde (municipio) mit nur noch 263 Einwohnern (Stand: 2024) im Süden der Provinz Zamora in der Autonomen Gemeinschaft Kastilien-León. Neben dem Hauptort Villabrázaro gehört die Ortschaft San Roman del Valle zur Gemeinde.

## Lage und Klima
Villabrázaro liegt am westlichen Rand der Kastilischen Hochebene (Meseta Iberica) in einer Höhe von ca. 715 m am Río Órbigo. Auf der östlichen Grenze der Gemeinde befindet sich das Autobahnkreuz von Autovía A-6 und Autovía A-52. Die Provinzhauptstadt Zamora ist gut 57 Kilometer (Fahrtstrecke) in südlicher Richtung entfernt. 
Das gemäßigte Kontinentalklima wird nur selten vom Atlantik beeinflusst.

## Bevölkerungsentwicklung
| Jahr      | 1970 | 1981 | 1991 | 2001 | 2011 | 2021 |
| Einwohner | 461  | 465  | 468  | 364  | 292  | 228  |

## Sehenswürdigkeiten
- Konventsruine in San Roman del Valle

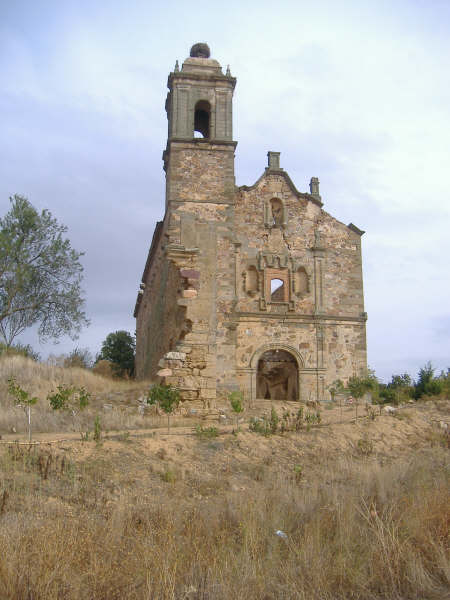
Konventsruine